# Rakovski (huyện)
Rakovski là một huyện thuộc tỉnh Plovdiv, Bungaria. Dân số thời điểm năm 2001 là 28383 người.